# پنزا ۳۱۸۹
سیارک ۳۱۸۹ (به انگلیسی: 3189 Penza، نامگذاری:1978RF6) سه هزار و صد و هشتاد و نهمین سیارک کشف شده‌است که در ۱۳ سپتامبر ۱۹۷۸ کشف شد.
قدر مطلق سیارک برابر ۱۲٫۶۰ است.